# Scopula vagata
Scopula vagata là một loài bướm đêm trong họ Geometridae.